# Alassa
Alassa es un pueblo perteneciente al distrito de Limasol, Chipre. Las excavaciones realizadas en Alassa por arqueólogos chipriotas a principios de la década de 1980 desenterraron las ruinas de una ciudad de la Edad del Bronce. Entre otros hallazgos se encuentran los restos de un palacio, lo que sugiere que el sitio alguna vez tuvo una importancia mucho mayor como centro comercial local. También se han encontrado allí villas romanas, y un suelo de mosaico que representa a Afrodita y Eros, de una de las cuales se encuentra en el museo de Limasol.

## Superficie
Cuenta con una superficie de 10,59 kilómetros cuadrados.

## Demografía
Hasta 2021 la población era de 285 habitantes, con una densidad de población de 26,91 habitantes por kilómetro cuadrado.
| Gráfica de evolución demográfica de Alassa entre 1976 y 2021                         |
|                                                                                      |
| Datos según Population statistics of Eastern Europe & former USSR y City Population. |